# Словенский хип-хоп
Словенский хип-хоп — разновидность хип-хопа, включающая на себя рэп-композиции исполнителей из Словении и на словенском языке.

## История
Корни словенского хип-хопа уходят корнями ещё в Социалистическую Югославию, поскольку рэп-мотивы прослеживались в альбомах разных исполнителей, однако нельзя с точностью сказать, кто был основоположником хип-хопа в Словении. Развитие его активизировалось в 1980-е годы, когда в Социалистической Республике Словения стали исполняться первые хип-хоп танцы, названные в народе «Чефур» (словен. Čefur, искажённое кафир). В 1994 году вышел первый чистый рэп-альбом исполнителя Ali-En.
В 1997 году рэп-дуэт Dandrough выпустил пластинку «Ko pride Bog» (словен. Когда придёт Бог). До 2000 года рэп-альбомы потом не издавались, зато популяризацией хип-хопа занялся словенский горнолыжник, призёр Олимпийских игр 1994 года Юре Кошир, который выпустил альбом «Kartelova teorija» (словен. Теория Картеля) вместе со своей группой «Pasij Kartel» (словен. Собачий картель) в 1998 году. Альбомом, который оказал самое сильное влияние на весь словенский хип-хоп, стал диск «Trnow Stajl» (словен. Трновский стиль), выпущенный рэпером Klemen Klemen на Menart Records. В то же время вышла компиляция «Radyoyo: Za narodov Blagor - 5'00" of fame», открывшая множество новых звёзд на словенской хип-хоп сцене.
С 2001 года проводится словенский национальный чемпионат по фристайл-рэпу: победителями рэп-баттлов в разные годы в классическом и тематическом фристайле становились N'toko, Amo Socialec, Trkaj, Pižama и Unknown MC. Из других участников прославился 6pack Čakur, занявший 2-е место в 2001 году. В 2002 году дуэт Murat & Jose выпустил диск «V besedi je moč» (словен. Сила в разговоре), который стал одним из самых продаваемых как в Словении, так и в Южной Европе. С лейблами Nika Records сотрудничали N'Toko и Amo Socialec.
В 2004—2006 годах в Словении вышло больше альбомов в стиле хип-хоп, чем в предыдущие годы вместе взятые. Качество, однако, было не высоким, поскольку официальных релизов было мало, а демозаписи были лучше окончательных версий. В те годы лицами словенского хип-хопа были Eyeceeou, Mrigo (основатели независимых лейблов), пионер словенского гангста-рэпа mc_DM из Марибора, Ali En; Ezy-G; Tekochee kru; Dandrough и многие другие подражатели. Из уличного рэпа выделялась группа Badale.
В 2007 году Rhyme G выпускает альбом «Rhymes and Bosnians» об уличной атмосфере жизни Целье. В 2009 году первым исполнителем в жанре трэп становится Ledeni, а в 2009 году рэпер Šunka выпускает «Hip hop Kygla». Дальнейшими популяризаторами в конце 2000-х — начале 2010-х становятся такие исполнители, как Samo Boris, Valterap, N'toko и Velebor.
Мнения о развитии рэпа в Словении в настоящее время расходятся: группа Velebor считает, что словенский рэп гораздо сильнее, чем в прошлые годы; рэпер Dalaj Eegol критически относится к некоторым участникам рэп-сцены и считает, что даже молодые исполнители, как Balau, Flamie, Slovenac, Dravlje Crew, Katana in Triiipie могут подвергнуться привычке копировать сэмплы и стиль у Jay-Z, Эминема, Тупака и тем самым обречь себя на неудачу.
Словенские хип-хоп исполнители пытались в своё время пробиться на Евровидение, но пока ни одна из их попыток не увенчалась успехом. Последнюю попытку предприняла группа D Base в 2016 году с композицией «Spet živ».